# Елізабет Джилл Каулі
Елізабет Джилл Каулі (англ. Elizabeth Jill Cowley; нар. 1940) — британський ботанік, працювала у Королівських ботанічних садах в К'ю. Її науковими інтересами були дослідження тропічної флори Східної Африки та представників роду Roscoea.

## Окремі наукові праці
- Cowley, E.J. (1988), Burmanniaceae, Flora of Tropical East Africa, Rotterdam: A.A. Balkema, ISBN 978-90-6191-340-5
- Cowley, E.J. (1989), Smilacaceae, Flora of Tropical East Africa, Rotterdam: A.A. Balkema, ISBN 978-90-6191-347-4
- Cowley, Jill (2007), The genus Roscoea, Royal Botanic Gardens, Kew, ISBN 978-1-84246-134-1
- Cowley, E.J. (1980), A new species of Roscoea (Zingiberaceae) from Nepal, Kew Bulletin, 34 (4): 811—812, doi:10.2307/4119072
- Cowley, E.J. (1982), A revision of Roscoea (Zingiberaceae), Kew Bulletin, 36 (4): 747—777, doi:10.2307/4117918, JSTOR 4117918
- Cowley, E.J. (1983), 173. Marantacées, у Bosser, J.; Cadet, T.; Gueho, J. та ін. (ред.), Flore des Mascareignes : la Réunion, Maurice, Rodrigues 171. Zingiberacées à 176. Bromeliacées, Mauritius: Sugar Industry Research Institute, etc., OCLC 9896555
- Cowley, Jill & Wilford, Richard (1998), Plate 349. Roscoea tumjensis, Curtis's Botanical Magazine, 15 (4): 220—225, doi:10.1111/1467-8748.00176